# Komisja śledcza do zbadania sprawy zarzutu nielegalnego wywierania wpływu na funkcjonariuszy policji, służb specjalnych, prokuratorów i osoby pełniące funkcje w organach wymiaru sprawiedliwości
Komisja śledcza ds. nielegalnego wywierania wpływu przez członków Rady Ministrów, Komendanta Głównego Policji, Szefa Centralnego Biura Antykorupcyjnego oraz Szefa Agencji Bezpieczeństwa Wewnętrznego, na funkcjonariuszy Policji, Centralnego Biura Antykorupcyjnego oraz Agencji Bezpieczeństwa Wewnętrznego, prokuratorów i osoby pełniące funkcje w organach wymiaru sprawiedliwości w celu wymuszenia przekroczenia uprawnień lub niedopełnienia obowiązków (popularnie zwana „komisją ds. nacisków na służby specjalne”) – sejmowa komisja śledcza działająca w oparciu o art. 111 Konstytucji RP, Ustawę o sejmowej komisji śledczej oraz powołującą ją do istnienia uchwałę Sejmu z 11 stycznia 2008 roku.
Komisja zakończyła swoją działalność 15 września 2011 roku.

## Pełny tytuł uchwały
Uchwała Sejmu Rzeczypospolitej z dnia 11 stycznia 2008 roku o powołaniu Komisji Śledczej do zbadania sprawy zarzutu nielegalnego wywierania wpływu przez członków Rady Ministrów, Komendanta Głównego Policji, Szefa Centralnego Biura Antykorupcyjnego oraz Szefa Agencji Bezpieczeństwa Wewnętrznego, na funkcjonariuszy Policji, Centralnego Biura Antykorupcyjnego oraz Agencji Bezpieczeństwa Wewnętrznego, prokuratorów i osoby pełniące funkcje w organach wymiaru sprawiedliwości w celu wymuszenia przekroczenia uprawnień lub niedopełnienia obowiązków.

## Przedmiot prac komisji
Przedmiotem prac komisji było:
- ustalenie, czy postępowania karne, których organem, stroną lub innym uczestnikiem byli członkowie Rady Ministrów, posłowie na Sejm Rzeczypospolitej Polskiej i dziennikarze, w okresie od 31 października 2005 roku do 16 listopada 2007 roku, zostały wszczęte lub były prowadzone wskutek nielegalnego wpływu na czynności funkcjonariuszy Policji lub Agencji Bezpieczeństwa Wewnętrznego, Centralnego Biura Antykorupcyjnego lub prokuratorów przez członków Rady Ministrów, w szczególności:

1. Prezesa Rady Ministrów,
2. Ministra Sprawiedliwości – Prokuratora Generalnego,
3. Ministra Koordynatora Służb Specjalnych,
4. Ministra Spraw Wewnętrznych i Administracji,
5. Komendanta Głównego Policji,
6. Szefa Centralnego Biura Antykorupcyjnego,
7. Szefa Agencji Bezpieczeństwa Wewnętrznego.

- ustalenie, czy w toku tych postępowań karnych były podejmowane decyzje lub czynności procesowe wskutek nielegalnego wpływu członków Rady Ministrów na czynności funkcjonariuszy Policji, Agencji Bezpieczeństwa Wewnętrznego, Centralnego Biura Antykorupcyjnego lub prokuratorów

- ustalenie, czy przy podejmowaniu decyzji lub dokonywaniu czynności procesowych miały miejsce przypadki naruszenia lub nadużycia prawnych podstaw i zasad stosowania czynności operacyjno-rozpoznawczych, w tym kontroli operacyjnej, również wobec osób niebędących osobami podejrzanymi o popełnienie czynów zabronionych, a także ustalenie czy miały miejsce przypadki niszczenia dowodów naruszenia lub nadużycia stosowania czynności operacyjno-rozpoznawczych,

- ustalenie tożsamości osób, które bezpośrednio lub pośrednio uczestniczyły w wywieraniu ewentualnych nielegalnych wpływów na decyzje lub czynności w sprawach oraz wyjaśnienie wiążącym się z tym okoliczności

## Członkowie komisji
Dnia 7 lutego 2008 roku Sejm dokonał wyboru pierwotnego składu członków komisji. Później następowały zmiany w składzie.

### Członkowie komisji w dniu zakończenia jej działalności 15 września 2011 r.
- Andrzej Czuma (PO) – przewodniczący i członek komisji od 7 lutego 2008 do 23 stycznia 2009 i od 5 listopada 2009
- Stanisław Witaszczyk (PSL) – zastępca przewodniczącego i członek komisji od 22 lipca 2010
- Krzysztof Brejza (PO) – członek komisji od 20 listopada 2009
- Agnieszka Hanajczyk (PO) – członek komisji od 9 czerwca 2011
- Janusz Krasoń (SLD) – członek komisji od 25 lutego 2011
- Arkadiusz Mularczyk (PiS, później SP) – członek komisji od 7 lutego 2008
- Marzena Wróbel (PiS, później SP) – członek komisji od 24 kwietnia 2009

### Byli członkowie komisji
- Stanisław Chmielewski (PO) – członek komisji od 7 lutego 2008 do 17 listopada 2009
- Leszek Deptuła (PSL) – zastępca przewodniczącego i członek komisji od 11 września 2009 do 10 kwietnia 2010[2]
- Sebastian Karpiniuk (PO) – członek komisji od 7 lutego 2008 do 5 listopada 2009, przewodniczący komisji od 23 stycznia 2009 do 5 listopada 2009
- Jacek Kurski (PiS) – członek komisji od 7 lutego 2008 do 24 kwietnia 2009
- Mieczysław Łuczak (PSL) – zastępca przewodniczącego i członek komisji od 7 lutego 2008 do 11 września 2009
- Krzysztof Matyjaszczyk (Klub Poselski Lewica) – członek komisji od 11 lipca 2008 do 7 grudnia 2010[3]
- Robert Węgrzyn (PO) – członek komisji od 13 lutego 2009 do 9 czerwca 2011
- Jan Widacki (SLD wcześniej DKP SD, Klub Poselski Lewica i Demokraci) – członek komisji od 7 lutego 2008 do 27 czerwca 2008

## Prace komisji
Wniosek o uchwałę powołującą komisję został złożony przez grupę posłów z VI kadencji Sejmu 12 grudnia 2007 roku. 11 stycznia 2008 powołano komisję. 7 lutego 2008 został wybrany pierwszy skład komisji.
4 sierpnia 2011 ogłoszono raport końcowy w którym napisano m.in.: „Większość zarzutów wobec rządzących w latach 2005–2007 nie znalazła potwierdzenia”
Komisja zakończyła swoją pracę 15 września 2011 roku.

### Eksperci komisji
- Pułkownik Jerzy Stachowicz – były oficer SB, UOP i ABW. W czasie swojej służby w SB aresztował i prowadził rewizje[5]. Pod naciskiem opinii publicznej 20 maja 2008 roku zrezygnował z prac w komisji.

## Krytyka i kontrowersje
Obrady komisji, jak i zachowanie niektórych jej członków wzbudzało krytykę ze strony mediów, jak i parlamentarzystów.
Szczególne kontrowersje wzbudzał brak porozumienia pomiędzy posłami z różnych frakcji i partii politycznych, co budziło wewnętrzne konflikty w komisji i utrudniło prowadzenie obrad.